# Robert Eden, 1. Baronet (of Maryland)

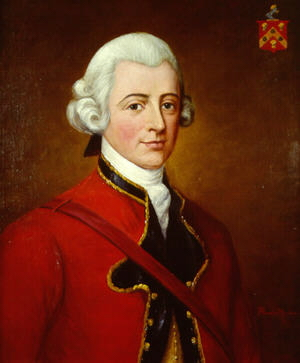
Robert Eden

Sir Robert Eden, 1. Baronet (* 14. September 1741 in Durham, County Durham, England; † 2. September 1784 in Annapolis, Maryland) war der letzte  britische Kolonialgouverneur der Province of Maryland. 

## Leben
Robert Eden war der zweite Sohn von Sir Robert Eden, 3. Baronet (of West Auckland) (um 1712–1755), Gutsherr von Windlestone Hall im County Durham, aus dessen Ehe mit Mary Davison (um 1720–1794). Zu seinen drei jüngeren Brüdern zählten William Eden, 1. Baron Auckland (1745–1814) und der britische Diplomat Morton Eden, 1. Baron Henley (1752–1830). Außerdem war er mit Charles Eden (1673–1722) verwandt, der Kolonialgouverneur der Province of North Carolina war.
Im Februar 1757 trat er als Second Lieutenant des Royal Regiment of Artillery in die British Army ein. Im Mai 1758 wechselte er als Ensign zum Coldstream Regiment of Foot Guards und diente während des Siebenjährigen Krieges mit diesem ab Juli 1760 in Deutschland. Als er bei Kriegsende im September 1762 mit seinem Regiment nach London zurückkehrte, hatte er den Rang eines Captain erreicht. Am 26. April 1763 heiratete Robert Eden Hon. Caroline Calvert (um 1745–1803), die Tochter von Charles Calvert, 5. Baron Baltimore (1699–1751), dem vormaligen Eigentümer der Province of Maryland. Im Jahr 1768 wurde er von seinem Schwager Frederick Calvert, 6. Baron Baltimore (1731–1771), der seit 1751 Eigentümer von Maryland war, zum dortigen neuen Gouverneur ernannt. Am 14. Juli 1768 veräußerte er seinen Armeeposten und traf am 5. Juni 1769 in Maryland ein, wo er den Gouverneur Horatio Sharpe ablöste. Eden sollte der letzte britische Gouverneur von Maryland werden. Im Jahr 1772 legte er den Grundstein des heutigen Parlamentsgebäudes von Maryland. Seine gesamte Amtszeit wurde von den Ereignissen der heraufziehenden Amerikanischen Revolution überschattet. Die Unzufriedenheit der Kolonisten mit den britischen Steuergesetzen wuchs kontinuierlich an. Am 19. Oktober 1774 kam es im Hafen von Annapolis zur Verbrennung des britischen Schiffs Peggy Stewart. Ein Vorgang, der an die im Vorjahr stattgefundene Boston Tea Party erinnerte. Analog wurde der Vorgang auch unter dem Namen Annapolis Tea Party bekannt. Der Gouverneur hatte für die Forderungen der Kolonisten Verständnis, lehnte aber jede Art von Gewalt ab. Er versuchte zwischen den Briten und den Amerikanern, wie man zunehmend die Kolonisten bezeichnete, zu vermitteln. Letztlich blieben diese Versuche erfolglos. Als die Kolonie immer mehr unter amerikanische Kontrolle geriet, warf man den Gouverneur nicht, wie in anderen britischen Kolonien einfach aus dem Land. Man bewahrte die Formen. Es erfolgte ein offizielles Gesuch des amerikanischen Sicherheit-Komitees an den Gouverneur mit der Bitte um dessen Abdankung. Das lief im Resultat zwar auch auf die Absetzung hinaus, war aber viel formeller und höflicher als anderswo im Nordamerika jener Zeit. Man verzichtete auch auf seine Verhaftung. Am 23. Juni 1776 gewährte man ihm die Ausreise nach England. Am 19. Oktober des gleichen Jahres wurde er von König Georg III. in der Baronetage of Great Britain als Baronet, of Maryland in North America, in den erblichen Adelstand erhoben; in der British Army hatte er inzwischen den Rang eines General-Lieutenant erhalten. Nach dem Ende des Amerikanischen Unabhängigkeitskriegs kehrte er nach Maryland zurück um Teile seines früheren Eigentums zurückzugewinnen. Er starb am 2. September 1784 in Annapolis.
Aus seiner Ehe mit Caroline hatte er zwei Söhne und eine Tochter. Sein ältester Sohn, Frederick Morton Eden (1766–1809), erbte seinen Adelstitel. Der britische Premierminister Anthony Eden (1897–1977) war dessen Urenkel.